# Radu II Chelul
Radu II Testa Vuota (Radu II Praznaglava in Lingua bulgara testa vuota; ... – 1431) fu voivoda (principe) di Valacchia per quattro volte tra il 1421 ed il 1427. L'effimero regno di Radu, solido solamente nel biennio 1424-1426 grazie all'appoggio garantitogli dall'Impero ottomano, venne costante smantellato dall'operato del più capace voivoda Dan II di Valacchia.

## Biografia
Figlio di Mircea I cel Bătrân, Radu "Testa Vuota" (Praznaglava in Lingua bulgara) subentrò formalmente al fratello maggiore Mihail I di Valacchia quando questi venne sconfitto ed ucciso dai turchi nell'agosto del 1420. In realtà, il trono di Radu II venne subito attaccato dal cugino Dan II di Valacchia, erede di Dan I di Valacchia, fratello maggiore di Mircea I.
La lotta tra Radu II e Dan II avviò la secolare contesa tra i Dănești ed i Drăculești che avrebbe finito con il minare il potere della schiatta reale dei Basarabidi.
Sconfitto da Dan II, Radu II negoziò un accordo con il sultano Murad II.
Per due volte, nel 1421 e nel 1423, Radu II parve capace di riconquistare il trono ma venne sconfitto da Dan II, poi celebrato dalla storiografia rumena come un capace stratega. Nel 1424, spalleggiato dai turchi, Radu riuscì a conquistare il trono e lo conservò per due anni, mentre l'Impero ottomano annetteva la Dobrugia valacca come ricompensa per l'aiuto fornito.
Nel 1425, Dan II di Valacchia si alleò con il Regno d'Ungheria, retto dall'imperatore Sigismondo di Lussemburgo. Coordinandosi con il protettore del Banato, il condottiero italiano Filippo Buondelmonti degli Scolari (Pippo Spano in Lingua rumena), signore di Orșova, presso il quale militava allora il nobile rumeno Giovanni Hunyadi, Dan mosse un attacco risoluto alle forze turche alleate di Radu II. Spalleggiato da mercenari italiani e dai Bulgari del principe ribelle Fruzhin, erede dello zar Ivan Šišman di Bulgaria, Dan sbaragliò i turchi: la Valacchia tornò nelle sue mani, mentre Fruzhin veniva posto per breve tempo sul trono di Lipova (1426).
Nel 1427 Radu II venne nuovamente attaccato da Dan II e definitivamente sconfitto. Morì quattro anni dopo, nel 1431.